# Il mondo dietro di te
Il mondo dietro di te (Leave the World Behind) è un thriller del 2023 scritto e diretto da Sam Esmail.
La pellicola, interpretata da Julia Roberts, Mahershala Ali, Ethan Hawke, Myha'la Herrold e Kevin Bacon, è l'adattamento cinematografico dell'omonimo romanzo del 2020 di Rumaan Alam.

## Trama
Amanda Sanford, una donna misantropa che lavora in un'azienda pubblicitaria, decide di portare la sua famiglia in una casa in affitto a Long Island per una vacanza non programmata. Suo marito Clay è un professore ed i suoi due figli, Rose di 13 anni ed Archie di 16, sono ossessionati dalla tecnologia. Una volta arrivati, si accorgono di non avere la connessione cellulare. Rose, che ha seguito Friends, non riesce a guardare l'ultimo episodio della decima stagione. Mentre la famiglia si rilassa su una spiaggia vicina, una petroliera si arena improvvisamente sulla terraferma. Disturbati, tornano a casa, solo per rendersi conto che né la televisione né il wi-fi sono utilizzabili.
Più tardi quella notte, mentre i ragazzi dormono, G.H. Scott e sua figlia Ruth bussano alla porta. Sostengono che la casa sia la loro e che un blackout in città li ha fatti venire a Long Island. Amanda è subito diffidente nei loro confronti, credendo si tratti di una truffa, ma Clay vuole aiutarli e permette loro di passare la notte nel seminterrato. Al mattino, Clay decide di andare in città per avere delle risposte, mentre G.H. decide di andare a casa del suo vicino. G.H. trova la casa dei vicini in rovina, abbandonata: decide allora di recarsi nel loro garage dove trova un telefono satellitare, che però non riceve nessun segnale. Inoltre G.H. nota sulla spiaggia un aereo diviso in due e diverse persone morte; subito dopo assiste nello stesso punto allo schianto di un altro aereo sulla spiaggia. Nel frattempo, Clay non riesce a trovare la strada per la città, poiché il suo GPS non funziona. Incontra una donna per strada che parla in spagnolo chiedendo aiuto, ma egli decide di non dare una mano e si allontana. Vede anche un drone che lancia volantini in arabo con la dicitura "Morte all'America". Rose osserva dei cervi che si avvicinano alla proprietà e confida le sue preoccupazioni ad Archie, ma lui non le dà ascolto. Entrambi i figli esplorano il bosco che si trova di fronte alla casa e si imbattono in un capanno vicino, dove Archie viene punto da una zecca.
Un improvviso rumore stridente irrompe dovunque. I Sanford, impazienti di allontanarsi per scampare da questa situazione, decidono di fuggire nel New Jersey, ma per farlo devono attraversare la città. Ma una brutta sorpresa li attende in autostrada: innumerevoli auto a guida autonoma che si scontrano tra loro hanno intasato completamente il traffico, paralizzando gli spostamenti. Non avendo altre soluzioni, decidono di tornare alla proprietà. Più tardi, quella sera, G.H. confida ad Amanda che potrebbe essere in atto una cospirazione governativa che coinvolge un suo cliente. I due si avvicinano, ma si rifiutano di tradire i loro coniugi. Nel frattempo, Ruth chiede a Clay di svapare con lei e gli fa alcune domande provocanti. In seguito afferma al padre che Clay vuole fare sesso con lei e gli chiede perché li ha fatti entrare di nuovo. I due parlano anche della madre di Ruth, che ora presumono essere deceduta, poiché era di ritorno con un aereo.
Il mattino dopo Rose è scomparsa e ad Archie iniziano a cadere i denti. G.H. porta Clay e Archie da Danny, un survivalista, per farsi medicare. Danny suggerisce che la caduta dei denti di Archie e il rumore doloroso che tutti hanno avvertito sono il risultato di un'arma a microonde e delle sue radiazioni. Mentre cerca Rose nel bosco, Amanda salva Ruth dall'attacco di un branco di cervi. Dopo un prolungato stallo, Danny decide di aiutare Archie in cambio di denaro contante e li indirizza verso un vicino bunker sotterraneo preparato per il giorno del giudizio dai ricchi proprietari di una villa lì vicino. G.H. confessa a Clay di sapere cosa sta accadendo: dice che è in atto un colpo di stato politico, motivo per cui le persone che occupano posizioni di potere stanno lasciando che una guerra civile prenda piede paralizzando mezzi di trasporto e tecnologia, oltre ad alimentare la disinformazione (tramite i volantini) e fare così in modo che la gente comune, in preda al panico, si elimini da sola.
Amanda e Ruth vedono da lontano New York bombardata e, nel frattempo, Rose entra nella casa vicina e trova il bunker, dove un intercettatore EAS rivela che gli Stati Uniti sono in guerra con forze armate clandestine, con l'ipotesi che siano coinvolte armi nucleari. Alla fine, Rose trova nel bunker un DVD di Friends e guarda l'ultimo episodio che bramava di finire, felice e incurante del presente.

## Produzione

### Sviluppo
Nel luglio 2020 Netflix si aggiudica i diritti per l'adattamento cinematografico del romanzo Leave the World Behind di Rumaan Alam. 

### Cast
Inizialmente sono stati incaricati nella regia e sceneggiatura Sam Esmail, mentre Julia Roberts e Denzel Washington erano designati come protagonisti e produttori.
Nel settembre 2021 Mahershala Ali prende il posto di Denzel Washington nel cast. Nel gennaio 2022 si uniscono ad Ali Ethan Hawke e Myha'la Herrold.

### Riprese
Le riprese sono iniziate nell'aprile 2022 a Long Island, in particolare in una casa progettata da The Up Studio. Alcune scene sono state registrate a Katonah il 19 maggio 2022.

## Colonna sonora
Tracce
1. Joey Badass – THE REV3NGE
2. Kool & the Gang – Misled
3. Blackstreet – Never Gonna Let You Go
4. TV on the Radio – Winter
5. Next – Too Close
6. The Rembrandts – Friends (Main Title)
7. Lil Yachty – The Paradigm

## Promozione
Il primo trailer del film è stato diffuso il 2 ottobre 2023.

## Distribuzione
Il film è stato presentato il 25 ottobre 2023 come film d'apertura dell'AFI Fest, e distribuito su Netflix a partire dal 7 dicembre 2023 negli Stati Uniti e dall'8 dicembre nel resto del mondo.

### Divieti
Negli Stati Uniti il film è stato vietato ai minori di 17 anni per la presenza di "linguaggio scurrile, contenuti sessuali, uso di droghe e immagini sanguinolente".

## Accoglienza

### Critica
Sull'aggregatore Rotten Tomatoes il film riceve il 76% delle recensioni professionali positive, con un voto medio di 6,8 su 10 basato su 147 critiche; il consenso critico recita: "Un thriller apocalittico eccezionalmente ben interpretato, Il mondo dietro di te attira costantemente lo spettatore nonostante il suo ritmo tranquillo e il messaggio un po' semplicistico." Su Metacritic la pellicola ottiene un punteggio di 68 su 100 basato su 35 critiche.

### Primati
Il film è stato il più visto nel 2023 su tutte le piattaforme streaming.

## Riconoscimenti
- 2024 - People's Choice Awards[15]
  - Candidatura al miglior film drammatico
  - Candidatura alla star femminile dell'anno a Julia Roberts
  - Candidatura alla star drammatica dell'anno a Julia Roberts